# Zhu Guo
Zhu Guo (né le 14 juin 1985 à Fuxin) est un taekwondoïste chinois. Il a obtenu la médaille de bronze lors des Jeux olympiques d'été de 2008 dans la catégorie des moins de 80 kg. 